# 中島藩 (攝津國)
中島藩（日语：／ Nakajima-han */?）是日本攝津國西成郡中島的藩，元和3年（1617年）7月之後創藩，寬永元年（1624年）9月廢藩，石高是45,700石，藩廳一說為柴島城。

## 歷史
元和2年（1616年）或元和3年（1617年）7月之後，稻葉紀通從伊勢田丸藩以45,700石入主中島。盡管如此，由於中島在元和2年時仍然是攝津尼崎藩藩主建部政長和其後見人池田重利的領地，兩人在當地分別領有約4,900石和約5,000石。因此，根據《藩史大事典》推測，紀通入主中島的時期至少是政長和重利分別轉封至播磨林田藩和播磨新宮藩的元和3年7月之後。
紀通在入主中島後的領地推測部分為攝津國西成郡橋寺村、大道村、江口村和柴島村等等，藩廳也有說法為柴島城，實際不明。寬永元年（1624年）9月，紀通轉封至丹波福知山藩，中島藩就此廢藩。

## 註解
1. ↑  中島現為大阪府大阪市西淀川區、東淀川區、淀川區、都島區、福島區和北區一帶[1]。
2. ↑  現行對應地名如下[3]：
  - 橋寺村現為大阪市東淀川區大道南（日语：大道南）2丁目和旭區太子橋（日语：太子橋）3丁目一帶。
  - 大道村現為東淀川區大桐（日语：大桐）、大道南（日语：大道南）2丁目、大隅（日语：大隅 (大阪市)）、瑞光（日语：瑞光 (大阪市)）、小松（日语：小松 (大阪市)）1丁目、5丁目、井高野、豐里（日语：豊里 (大阪市)）3丁目和5丁目一帶。
  - 江口村現為東淀川區南江口（日语：南江口）2丁目、3丁目、北江口（日语：北江口）和相川一帶。
  - 柴島村現為東淀川區柴島和東淡路1丁目。